# Fútbol por la Amistad
Fútbol por la Amistad (en inglés: Football for Friendship, abreviado F4F; en ruso: Футбол для дружбы) es un proyecto social internacional para los niños que se celebra una vez al año y está organizado por la compañía Gazprom dentro de la iniciativa ‘Gazprom por los Niños’. El objetivo del proyecto es promover valores esenciales encarnados por el fútbol entre las generaciones más jóvenes, tales como el respeto hacia otras culturas y nacionalidades, la igualdad y un estilo de vida saludable a través de la pasión por el deporte. El proyecto implica a futbolistas de 12 a 14 años procedentes de distintos países quienes participan en el Foro Anual Internacional para los Niños, el Torneo Internacional de Fútbol Callejero y el Día Internacional del Fútbol y la Amistad.
El proyecto Fútbol por la Amistad ha ganado el premio IABC 2016 Gold Quill en la categoría de responsabilidad social empresarial.
El programa es llevado a cabo a nivel internacional por AGT Communications Group (Rusia).

## Historia

### Fútbol por la Amistad 2013
El 25 de mayo de 2013 Londres acogió el Primer Foro Internacional para los Niños Fútbol por la Amistad, que dio la bienvenida a alrededor de 700 participantes procedentes de 8 países: Bulgaria, Reino Unido, Hungría, Alemania, Grecia, Rusia, Serbia y Eslovenia.
El Foro involucró a equipos infantiles de equipos como Chelsea, Zenit, Schalke 04, Crvena Zvezda; a 11 equipos de fútbol procedentes de 11 ciudades rusas que acogerán la Copa Mundial de la FIFA Rusia 2018; a ganadores del día del deporte de Gazprom; y a galardonados en el festival de la Llama.
En el transcurso del Foro los niños se comunicaron con sus compañeros procedentes de otros países y famosos futbolistas, y acudieron a la Final de la UEFA Champions League 2013 en el estadio de Wembley.
El ministro del Deporte del Reino Unido, Hugh Robertson, comentó esto sobre el evento:

El proyecto Fútbol por la Amistad es una gran oportunidad para unir a los jóvenes de toda Europa a través del deporte. Es muy bueno que los participantes de Westminster puedan formar parte de Fútbol por la Amistad y que puedan asistir a la final de la UEFA Champions League en Wembley. Una experiencia que sin duda recordarán.

El Foro concluyó con una Carta Abierta elaborada por los niños donde propusieron ocho valores para el proyecto: amistad, igualdad, justicia, salud, paz, entrega, victoria y tradiciones. Más adelante, la carta fue enviada a los responsables de la UEFA, la FIFA y el COI. En septiembre de 2013 Joseph Blatter, durante una reunión con Vladímir Putin y Vitali Mutkó, confirmó que había recibido la carta y expresó su apoyo a los valores del proyecto Fútbol por la Amistad:

“Es cierto que los principios clave enumerados deben desempeñar un papel importante para todos los jugadores y los aficionados al fútbol. Estoy orgulloso de haber recibido esta carta y apoyo estos principios con mucho gusto”.

### Fútbol por la Amistad 2014
El Segundo Foro Internacional para los Niños Fútbol por la Amistad tuvo lugar en Lisboa del 23 al 25 de mayo de 2014 y dio la bienvenida a futbolistas procedentes de 16 países: Bielorrusia, Bulgaria, Reino Unido, Hungría, Alemania, Italia, Países Bajos, Polonia, Portugal, Rusia, Serbia, Eslovenia, Turquía, Ucrania, Francia y Croacia. En el transcurso del Foro, los niños participaron en el Torneo de Fútbol en la Calle y acudieron a la Final de la UEFA Champions League 2014.
El Foro culminó con la elección del líder del movimiento Fútbol por la Amistad. Filipe Soares (Portugal) fue elegido como líder durante un año.

### Fútbol por la Amistad 2015
El Tercer Foro Internacional para los Niños FÚTBOL POR LA AMISTAD se llevó a cabo del 4 al 7 de junio de 2015 en Berlín. Contó con la participación de 24 equipos de fútbol juveniles de 24 países.
Durante el Foro, los niños tuvieron la oportunidad de relacionarse con sus compañeros de otros países y con estrellas de fútbol, incluyendo al embajador global del proyecto, Franz Beckenbauer. También pudieron participar en el Torneo Internacional de Fútbol en la Calle entre los equipos juveniles de 24 países.
Los eventos del Foro fueron cubiertos por alrededor de 200 periodistas de los principales medios de comunicación del mundo y 24 jóvenes reporteros de Europa y Asia se unieron al Centro Internacional de Prensa para cubrir los eventos del Foro.
El Foro culminó con la presentación de la Copa de los Nueve Valores, que es entregada por los jóvenes participantes de FÚTBOL POR LA AMISTAD a los clubes profesionales de la UEFA Champions League por los proyectos sociales que llevan a cabo conforme a los valores del programa: amistad, igualdad, justicia, salud, paz, entrega, victoria, tradiciones y honor. Este trofeo único, sin precedentes en la comunidad deportiva, fue presentado por primera vez. El ganador fue definido por los niños que participaron en la votación global de los 24 países, que fue celebrada poco antes del Foro.
La Copa de los Nueve Valores FÚTBOL POR LA AMISTAD fue para el FC Barcelona (España).
Después del Foro, todos los participantes acudieron a la Final de la UEFA Champions League 2015 en el Olympiastadion de Berlín.

### Fútbol por la Amistad 2016
El Cuarto Foro Internacional para los Niños “FÚTBOL POR LA AMISTAD” fue presentado durante la rueda de prensa en línea de Hangouts, en Múnich el 24 de marzo de 2016. El Cuarto Foro Internacional para los Niños “FÚTBOL POR LA AMISTAD tendrá lugar en Milán del 26 al 29 de mayo de 2016. Ocho equipos jóvenes de Argelia, Argentina, Armenia, Azerbaiyán, Brasil, Vietnam, Kirguistán y Siria se han unido al proyecto este año.
En el período previo al Foro, la votación de la Copa de los Nueve Valores comenzó el 5 de abril de 2016. Los aficionados del fútbol del todo el mundo estaban involucrados en la selección del ganador. Sin embargo, la decisión final está hecha por los participantes del programa FÚTBOL POR LA AMISTAD a través de una votación. Este año, la Copa fue concedida al FC Bayern Múnich. Los participantes del programa FÚTBOL POR LA AMISTAD eligieron este club por su apoyo a los niños con necesidades especiales, por sus iniciativas en el cuidado de la salud dirigidas a los niños en diferentes países, y por la asistencia a los necesitados.
El Foro concluyó con el partido final del Torneo Internacional de Fútbol Callejero. El FC Maribor de Eslovenia ganó el primer premio. Después del Foro todos los participantes acudieron como ya es tradición a la final de la UEFA Champions League. Más de 200 periodistas de los medios de comunicación más importantes del mundo cubrieron los eventos del Foro, al igual que los periodistas jóvenes de los países participantes que trabajaron en el Centro International de Prensa para Niños.

### Fútbol por la Amistad 2017
La ciudad de San Petersburgo (Rusia) ha sido seleccionada como anfitrión de la quinta temporada del Proyecto social infantil internacional "Fútbol por la amistad", que se celebrará del 26 de junio al 3 de julio.
Para 2017 el número de países participantes se he incrementado de 32 a 64. Por primera vez, niños desde México y de los EE. UU. participarán en "Fútbol por la amistad" De esta menera, el proyecto ha unido a jóvenes futbolistas de cuatro continentes - África, Eurasia, América del Norte y América del Sur.
Un nuevo concepto ha sido aprobado para la quinta temporada del programa: en 2017 en cada país elegirá a un joven futbolista que los representará. Los niños se agruparán en ocho selecciones internacionales - Selecciones de la Amistad, constituidas por niños y niñas de 12 años, incluyendo niños con discapacidades.
En un sorteo público fue determinada la composición por países de las selecciones y las posiciones de juego para los representantes de los países participantes. El sorteo se llevó a cabo a través de una conferencia en línea. En la ceremonia tomaron parte los jóvenes entrenadores de las Selecciones de la Amistad: Mijaíl Babich (16 años, Rusia), Rene Lampert (15 años, Slovenia), Stefan Maksimovich (15 años, Serbia), Felipe Soares (17 años, Portugal), Charlie Sui (12 años, China), Elvira Herzog (16 años, Suiza), Igor Khristyuk (14 años, Ucrania) y Brandon Shabani (15 años, Gran Bretaña), asço como la representante del Centro de Prensa Internacional del proyecto Lilia Matsumoto (15 años, Japón).

### Fútbol por la Amistad 2018
En 2018, se decidió que la Sexta temporada del programa Fútbol por la Amistad se celebrara desde el 15 de febrero al 15 de junio en Rusia. Los eventos finales tuvieron lugar en Moscú en vísperas de la Copa Mundial de la FIFA 2018. Los participantes del programa incluyen jóvenes futbolistas y periodistas que representan 211 países y regiones del mundo. El inicio oficial del programa para 2018 se dio mediante la retransmisión del sorteo abierto de Fútbol por la Amistad, en el que se formaron 32 equipos de fútbol internacional (equipos Amistad).
En 2018, en el marco de la misión medioambiental, los equipos de Amistad Internacional recibieron nombres de especies de animales raras y en peligro de extinción.
También en el marco de la misión ecológica de 2018, el 30 de mayo, se lanzó la acción internacional Happy Buzz Day, para llamar a la comunidad mundial a apoyar a las organizaciones en el rescate de especies raras de animales. Parques nacionales y reservas de Rusia, Estados Unidos, Nepal y Gran Bretaña se unieron a la acción.
Además, durante los eventos finales del programa «Fútbol por la amistad» en Moscú, los participantes se trasladaban en autobuses ecológicos de gas natural.
32 Equipos internacionales de fútbol Amistad participaron en el Campeonato Mundial de «Fútbol por la amistad» 2018. Por primera vez en la historia del proyecto, el último juego fue comentado por Jazn Taha, un joven com entarista de Siria, y juzgó el partido el Joven árbitro de Rusia Bogdan Batalin.
El ganador del Campeonato Mundial de «Fútbol por la amistad» 2018 fue el equipo “Chimpancé”, que incluyó a jóvenes futbolistas de Dominica, San Cristóbal y Nieves, Malaui, Colombia, Benín y la República Democrática del Congo. Entrenó al equipo el joven participante de la ciudad de Saransk, Vladislav Polyakov.
El evento final de la sexta temporada del programa fue el Foro Internacional infantil "Fútbol por la Amistad", que tuvo lugar el 13 de junio en el Centro de Oceanografía y Biología Marina “Moskvarium”. Este fue visitado por Viktor Zubkov (Presidente del Consejo de Directores de la PJSC Gazprom), Olga Golodets (Vicepresidenta del Gobierno de la Federación de Rusia), Iker Casillas (jugador de fútbol español, excapitán de la selección nacional), Alexander Kerzhakov (jugador de fútbol ruso, entrenador del equipo de fútbol juvenil ruso), así como representantes de 54 embajadas de todo el mundo y otros invitados.
Los mejores futbolistas jóvenes de la sexta temporada fueron premiados en el Foro: Deo Kalenga Mwenze de la República Democrática del Congo (mejor delantero), Yamiru Ouru de Benín (mejor centrocampista), Ivan Volynkin de Gales (mejor portero) y Gustavo Sintra Rocha de Brasil (Jugador Más valioso - MVP).
La mejor joven periodista del programa «Fútbol por la amistad» en 2018 fue Sheikali Asension de Aruba. Una chica bloguera que llama a la juventud de Oceanía a respetar y cuidar al medioambiente.
En el Foro se celebró la presentación del libro y la sesión de autógrafos de la participante de la temporada anterior de la India, Ananya Kamboj. Después de haber finalizado la quinta temporada de «Fútbol por la amistad» en 2017, Ananya escribió un libro "Mi viaje de Mohali a St. Petersburgo" sobre su experiencia de participación como joven periodista. Allí ella señalaba los nueve valores del programa que ayudan a mejorar el mundo.
El 14 de junio, luego de la finalización del Foro Internacional infantil "Fútbol por la Amistad", jóvenes futbolistas y periodistas participaron en la ceremonia de apertura del Campeonato Mundial de la FIFA 2018 en Rusia. En el estadio Luzhnikí, los niños levantaron solemnemente las banderas de 211 países y regiones que participaron en el programa este año. Luego, los jóvenes participantes de "Fútbol por la Amistad" tuvieron la oportunidad de ver el partido inaugural entre las selecciones nacionales de Rusia y Arabia Saudita.
El presidente de la Federación Rusa, Vladímir Putin, invitó al joven Embajador de "Fútbol por la Amistad" de Rusia, Albert Zinnatov, a su casilla para ver juntos el partido de apertura. Allí, el joven converzó con el campeón mundial de fútbol de Brasil, Roberto Carlos, y con el jugador de fútbol español Iker Casillas. Más de 1 500 niños y adolescentes de 211 países y regiones participaron en los eventos finales en Moscú. En total, se organizaron más de 180 eventos en diferentes regiones del mundo en el marco de la Sexta Temporada, en la que participaron más de 240 mil niños.
En 2018, el proyecto fue apoyado por las autoridades. Olga Golodets, Vice primera ministra del Gobierno de la Federación Rusa, leyó el discurso de bienvenida del Presidente de Rusia, Vladímir Putin, a los participantes e invitados del Foro Internacional infantil. Dmitri Medvédev, primer ministro de la Federación Rusa, envió un telegrama de bienvenida a los participantes e invitados del VI Foro Internacional infantil de "Fútbol por la Amistad".
Durante la sesión informativa del 23 de mayo, la representante oficial del Ministerio de Relaciones Exteriores de Rusia, María Zajárova, señaló que hoy la comunidad mundial percibe el programa "Fútbol por la Amistad" como un importante componente humanitario de la política social internacional de Rusia.
Tradicionalmente el programa "Fútbol por amistad" fue apoyado en la FIFA. En la organización se señaló que el número total de participantes e invitados de los eventos finales en Moscú alcanzó las 5,000 personas.

### Fútbol por la Amistad 2019
La séptima temporada del programa social infantil internacional "Fútbol por la amistad" se celebró el 18 de marzo de 2019, los eventos finales del programa tuvieron lugar en Madrid del 28 de mayo al 2 de junio.
El Día Internacional del Fútbol y la Amistad,25 de abril, fue celebrado en más de 50 países de Europa, Asia, África, América del Norte y América del Sur. A la celebración se sumó también la Unión de Fútbol de Rusia.
El fórum del programa social infantil de Gazprom "Fútbol por la amistad" 2019, se celebró el 30 de mayo en Madrid. El fórum agrupó a expertos de todo el mundo: entrenadores de fútbol, médicos de equipos infantiles, estrellas, periodistas de los medios de comunicación internacionales más importantes y representantes de las academias y federaciones internacionales de fútbol.
El 31 de mayo Madrid acogió la sesión de entrenamiento de fútbol más multinacional del mundo. Por los resultados de la sesión de entrenamiento, "Fútbol por la amistad" recibió el certificado de los GUINNESS WORLD RECORDS®.
En el marco de la séptima temporada, 32 jóvenes periodistas de Europa, África, Asia y América del Norte y del Sur, conformaron el núcleo del centro de prensa internacional infantil del programa "Fútbol por la amistad" que cubrió los eventos finales del programa y participó en la preparación de materiales conjuntamente con los medios de comunicación.
Los participantes de la séptima temporada entregaron la copa “Nueve Valores” (premio del programa social infantil internacional “Fútbol por la amistad”) al club de fútbol Liverpool, por ser el equipo más responsable socialmente.
El 1 de junio la culminación de la séptima temporada, la final de la Copa Mundial de “Fútbol por la amistad”, tuvo lugar en el campo del Pitch de la UEFA en Madrid. Por sus resultados el equipo “Antiguan racer” jugó contra los “Diablos de Tasmania” con un resultado de 1-1 en el tiempo reglamentario, y después ganó en los penaltis y obtuvo el primer premio.

### Fútbol por la Amistad 2020
En 2020, los eventos finales de la octava temporada de “Fútbol por la amistad” tuvieron lugar en línea en una plataforma digital, del 27 de noviembre al 9 de diciembre de 2020. Más de 10 000 participantes de más de 100 países se unieron a los eventos claves.
Para la octava temporada del programa fue desarrollado un juego de simulación de fútbol en línea para múltiples jugadores, Football for Friendship World, sobre la base de este se efectuó el Campeonato mundial en línea “Fútbol por la amistad”. El juego se encuentra disponible para ser descargado en todo el mundo desde el 10 de diciembre de 2020- Día Mundial del Fútbol. Los usuarios tuvieron la oportunidad de participar en partidos según las reglas de “Fútbol por la amistad” formando equipos internacionales. El juego para múltiples jugadores se basa en los valores más importantes del programa: la amistad, la paz y la igualdad.
El 27 de noviembre tuvo lugar el sorteo abierto del Campeonato mundial en línea de “Fútbol por la amistad” 2020.
Desde el 28 de noviembre al 6 de diciembre se desarrolló un campamento internacional de amistad en línea con programas humanitarios y de educación deportiva para niños.
Del 30 de noviembre al 4 de diciembre se celebraron sesiones del fórum internacional “Fútbol por la amistad”, en las que se presentaron proyectos en el ámbito del desarrollo del deporte infantil. El jurado de expertos evaluó las presentaciones de los proyectos candidatos al premio internacional “Fútbol por la amistad”.
El 7 y 8 de diciembre se celebró el campeonato mundial en línea “Fútbol por la amistad”. El campeonato este año se celebró en formato en línea en una plataforma digital, el simulador de fútbol para múltiples jugadores Football for Friendship fue desarrollado específicamente para esto.
El 9 de diciembre se celebró la gran final de “Fútbol por la amistad”.
La serie de seminarios en línea para niños de diferentes países, en apoyo al aniversario 75 de la ONU, tuvo lugar durante la octava temporada del programa.
Durante la octava temporada del programa, se lanzó un programa semanal “El estadio está donde estoy yo”, en colaboración con aficionados al fútbol de todo el mundo. En cada episodio, los aficionados al fútbol de “estilo libre”, enseñaban a los jóvenes embajadores del programa a realizar trucos, al final de cada episodio se anunciaba un concurso para determinar el mejor desempeño. El espectáculo concluyó con una clase magistral en línea a nivel mundial, con la que “Fútbol por la amistad” se convirtió por segunda vez en ganador del récord Guinness por el número de participantes implicados. (6 de diciembre de 2020).
La editorial Buenas noticias es un espectáculo semanal dirigido por jóvenes periodistas de “Fútbol por la amistad”, en el cual los niños intercambiaron con los espectadores noticias alentadoras de todo el mundo.

### Fútbol por la Amistad 2021
En 2021, los eventos finales de la novena temporada de "Fútbol por la Amistad" se llevaron a cabo a través de internet en la plataforma digital "Fútbol por la Amistad" del 14 al 29 de mayo de 2021, reuniendo a más de 200 países.
El 25 de abril, Día Internacional del Fútbol y la Amistad, se llevó a cabo el sorteo abierto del Campeonato Mundial en línea de "Fútbol por la Amistad" 2021.
En el marco de la temporada, se realizó el Campamento Internacional de la Amistad en línea con programas educativos humanitarios y deportivos para niños.
Tuvo lugar el Foro Internacional en línea "Fútbol por la Amistad", donde academias de fútbol de todo el mundo presentaron proyectos relacionados con el desarrollo del deporte infantil. Sobre la base de los resultados de las presentaciones, el jurado de expertos determinó los ganadores del Premio Internacional "Fútbol por la Amistad", que fueron academias de Afganistán, India, Sri Lanka y Togo.
El Campeonato Mundial en línea de "Fútbol por la Amistad" se llevó a cabo en la plataforma del simulador de fútbol multijugador Football for Friendship World, especialmente desarrollado para el evento. La final del campeonato la ganó el equipo "Argali", que incluyó a niños de Aruba, Belice, Guatemala, Costa Rica y México.
Los participantes de la novena temporada lograron el tercer récord mundial Guinness™ por la mayor cantidad de visitantes en un estadio virtual del mundo.
El 29 de mayo tuvo lugar la Gran Final de "Fútbol por la Amistad".
"Fútbol por la Amistad": Oficina Internacional Infantil de Noticias de la EURO 2020
En el marco del Campeonato EURO 2020, el programa "Fútbol por la Amistad" presentó una iniciativa de la Oficina Internacional Infantil de Noticias con la participación de jóvenes periodistas de "Fútbol por la Amistad" de 11 países del campeonato.
Los jóvenes periodistas asistieron a todos los partidos del campeonato en sus países y los cubrieron para millones de sus coetáneos en todo el mundo desde la perspectiva de los Nueve Valores compartidos por millones de participantes del programa.
Los jóvenes periodistas recibieron capacitación en la Escuela de los "Nueve Valores" en el marco del programa "Fútbol por la Amistad". Además de los valores, las clases se enfocaron en las tendencias actuales dentro del periodismo deportivo y las prácticas del periodismo móvil.

## El Torneo Internacional de Fútbol Callejero
El Torneo Internacional de Fútbol en la Calle ha formado parte del proyecto Fútbol por la Amistad desde el año 2014. El primer torneo reunió a 16 equipos de 16 países incluyendo a la Fundación Chelsea y a un equipo mixto de niños y niñas de los Países Bajos (el Double Dutchies). El Benfica (Portugal) ganó el Torneo, el Estrella Roja (Serbia) ocupó el segundo lugar y el equipo que agrupó a las ciudades rusas que acogerán los partidos de la Copa Mundial de la FIFA 2018, quedó tercer clasificado.

## El Centro Internacional de Prensa para los Niños
El Centro Internacional de Prensa para los Niños fue establecido como parte del proyecto Fútbol por la Amistad en el año 2014. Implicó a 16 periodistas de edades comprendidas entre los 12 y los 14 años de 16 países, quienes ganaron la competición de jóvenes reporteros. El Reino Unido estuvo representado por Megan Mackey, de 13 años de edad. Los ganadores fueron a Lisboa como reporteros para cubrir el segundo Foro de Fútbol por la Amistad y acudieron a la Final de la UEFA Champions League. Philomeen Haanen, de los Países Bajos, fue reconocida como la mejor reportera joven y tuvo la oportunidad de entrevistar al embajador del proyecto, Franz Beckenbauer.
En 2015, un niño de 12 años de edad, James Lewis de Great Missenden, representó al Reino Unido en el Centro Internacional de Prensa para los Niños entre otros 24 jóvenes periodistas, quienes cubrieron el tercer Foro y los eventos nacionales del proyecto. También asistieron a la final de la UEFA Champions League 2015 de Berlín.

## Nueve valores "Fútbol por la Amistad"
Durante el Primer Foro Internacional infantil, que se llevó a cabo el 25 de mayo de 2013, Jóvenes Embajadores de Gran Bretaña, Alemania, Eslovenia, Hungría, Serbia, Bulgaria, Grecia y Rusia formaron parte de los primeros ocho valores del programa: la amistad, la igualdad, la justicia, la salud, la paz, la fidelidad, la victoria y las tradiciones — y las presentaron en una Carta abierta. La carta fue enviada a los jefes de las organizaciones deportivas internacionales: la Federación Internacional de Fútbol (FIFA), la Unión de Asociaciones de Fútbol Europeas (UEFA) y el Comité Olímpico Internacional. En septiembre de 2013, Joseph Blatter, durante una reunión con Vladímir Putin y Vitaly Mutko, confirmó haber recibido la carta y declaró que estaba listo para apoyar a "Fútbol por la Amistad".
En 2015, participantes de China, Japón y Kazajistán se unieron al programa "Fútbol por la Amistad" y ofrecieron que sea agregado un noveno valor — el honor.

## El Día Internacional del Fútbol y la Amistad
El Día Internacional del Fútbol y la Amistad se celebra como parte del proyecto Fútbol por la Amistad el 25 de abril en todos los países participantes.
Se celebró por primera vez en 2014. Ese día, se organizan partidos amistosos con tal de recordar los valores del proyecto Fútbol por la Amistad.
En 2015, el Día Internacional del Fútbol y la Amistad fue celebrado en 24 países. Además de los partidos amistosos, hubo acontecimientos en otros formatos. En Alemania, Julian Draxler y Joel Matip, del Schalke 04 y miembros del equipo nacional alemán, celebraron una sesión de entrenamiento oficial para el equipo sub-13 del Schalke 04. En Rusia, el Torneo de la Igualdad de Oportunidades fue organizado con el apoyo de la Federación de Deportes para Ciegos. En Serbia, el Estrella Roja fue invitado a un programa de televisión.

## Pulsera de la amistad
Todos los eventos del Día del Fútbol y la Amistad empiezan con el intercambio de las pulseras de la Amistad, que significan tolerancia, igualdad y un estilo de vida saludable. La pulsera está formada por dos hilos de colores verde y azul, donde el verde simboliza un campo de fútbol y el azul se asocia con el cielo.
En 2014, las pulseras de la Amistad fueron presentadas a Vítor Baía, Dick Advocaat,[cita requerida] Franz Beckenbauer y Anatoliy Tymoshchuk.

## Actividad posterior
Los futbolistas del proyecto Fútbol por la Amistad participan en distintos acontecimientos fuera de la temporada oficial. El Maribor de Eslovenia fue a Camboya para celebrar un partido benéfico amistoso. El 14 de septiembre de 2014, Sochi acogió el encuentro de los participantes rusos del programa con Vladímir Putin como parte de esta reunión con el presidente de la FIFA, Joseph Blatter. En junio de 2014, el presidente de Francia, François Hollande, invitó al Elíseo al equipo de fútbol Taverny, que participó en el proyecto Fútbol por la Amistad, para unirse a él a la hora de ver el partido entre Francia y Nigeria correspondiente al campeonato Mundial 2014.

## Primer trofeo NFT del mundo al mejor gol del Campeonato EURO 2020
En mayo de 2021, la UEFA anunció el patrocinio de "Gazprom" para la EURO 2020 y la EURO 2024. Las condiciones de cooperación incluyeron la presentación del premio para el autor del mejor gol de la EURO 2020, que por primera vez se presentó como trofeo NFT.
El prototipo físico del premio fue creado por el artista ruso Pokras Lampas en el stand de "Gazprom" en la zona de aficionados de San Petersburgo en la plaza Konyushennaya como una instalación artística de 432 balones de fútbol con decoraciones caligráficas.
En el trofeo digital están codificados los nombres del Campeonato EURO 2020 de "Gazprom", el programa social internacional infantil "Fútbol por la Amistad" y los Nueve Valores: amistad, igualdad, justicia, salud, paz, lealtad, victoria, tradición y honor.
El 27 de julio la instalación artística dejó de existir desde el punto de vista físico y fue convertida en NFT. Todos los balones de fútbol se distribuyeron en las 11 ciudades-sede de la EURO 2020.
El 15 de octubre, durante la ceremonia de premiación, se entregó el trofeo digital a Patrik Schick, el futbolista que marcó el mejor gol de la EURO 2020. A las exposiciones de la sede de la UEFA (Suiza, Nyon) y la sede de "Gazprom" (Rusia, San Petersburgo) se les entregó un holograma del premio.

## Foro Internacional Infantil "Fútbol por la Amistad"
En 2019, el foro se transformó en una plataforma para el intercambio de experiencias entre expertos en el ámbito del deporte y la educación.
En 2020, en el marco del foro, se introdujo el Premio Internacional "Fútbol por la Amistad".

## Premio Internacional "Fútbol por la Amistad"
El Premio Internacional "Fútbol por la Amistad" está orientado a identificar todas las ideas posibles para el entrenamiento deportivo, la capacitación de los jóvenes futbolistas, la cooperación en el ámbito del fútbol infantil y la promoción de esas ideas en todo el mundo. El objetivo del premio es llamar la atención sobre el desarrollo del fútbol infantil en el contexto de la digitalización global y formar una comunidad de personas con ideas afines que evolucionen en esa dirección.

## Academia Internacional "Fútbol por la Amistad" para entrenadores
La Academia Internacional "Fútbol por la Amistad" es una plataforma educativa gratuita en línea, disponible en varios idiomas, que incluye una serie de actividades prácticas destinadas a mejorar las habilidades de los entrenadores de equipos juveniles y secciones de fútbol, así como de los profesores de educación física. El curso de la Academia se basa en conocimientos, consejos prácticos y recomendaciones sobre la organización de entrenamientos, promueve los valores de un estilo de vida activo y saludable, así como el respeto por las diferentes culturas y nacionalidades entre los jugadores jóvenes. El curso de capacitación fue desarrollado por los autores de los programas educativos deportivos y humanitarios del proyecto "Fútbol por la Amistad", los directores del proceso educativo y los entrenadores de la academia del FC "Barcelona", expertos en los programas humanitarios de la FIFA.

## Campamento Internacional de la Amistad
Programa educativo en el que los participantes de "Fútbol por la Amistad" bajo la dirección de educadores profesionales del campamento, reciben entrenamiento y capacitación en construcción de equipos. Esta iniciativa ayuda a los niños a llevarse bien entre ellos no sólo en el campo de fútbol, sino también en la vida real, y a desarrollar tácticas y sentir el apoyo de los compañeros de equipo. Parte del campamento es la Escuela de los "Nueve Valores", donde los jóvenes participantes aprenden sobre los valores del programa y cómo aplicarlos en el campo de fútbol y la vida diaria.

## Iniciativa ecológica
Desde 2016, el programa "Fútbol por la Amistad" todos los años lleva a cabo la Iniciativa Ecológica. Los jóvenes participantes del programa inauguraron el "Jardín de la Amistad" en el parque Trenno de Milán, donde cada uno de los 32 equipos internacionales plantó su propio árbol. El trigésimo tercer árbol fue plantado por niños discapacitados de la Fundación Don Carlo Gnocchi.
En 2018, los jóvenes embajadores del programa captaron la atención del público al hacer referencia a los animales en peligro de extinción. Cada año, los Equipos Internacionales de la Amistad llevan el nombre de especies de animales exóticas y en peligro de extinción. Además en 2018, durante los eventos finales en Moscú, se organizaron itinerarios ecológicos para los jóvenes participantes utilizando autobuses a gas natural.
En 2020, los jóvenes participantes del programa organizaron el seminario web F4F Speaks for Nature, donde trataron el tema del cuidado de la ecología en el marco del Día Mundial del Medio Ambiente de las Naciones Unidas.
En 2021, los jóvenes participantes compartieron con el mundo diferentes técnicas para que cada uno de nosotros pueda diariamente ayudar al planeta y lanzaron el desafío "Small Steps to Save the Planet".

## Simulador de fútbol multijugador F4F World
Es una plataforma digital especial creada para el programa "Fútbol por la Amistad", que reunió a jugadores de todas las edades de 211 países y regiones y se convirtió en la base para competiciones internacionales, así como en un campo de juego donde cualquiera puede entrenarse, participar en equipos internacionales mixtos y jugar al juego favorito en el formato "Fútbol por la Amistad" sin salir de casa.

## Logros y récords
En lo que va del año 2021, "Fútbol por la Amistad" tiene más de 60 premios nacionales e internacionales en las áreas de responsabilidad social, deportes y comunicaciones, incluidos tres títulos GUINNESS WORLD RECORDS™ por la mayor cantidad de nacionalidades en un entrenamiento de fútbol en la historia, el mayor número de usuarios en un evento de fútbol en línea de la historia y el mayor número de usuarios en un estadio virtual. Entre otras distinciones, SABRE Awards en la categoría RSC (EE. UU.), Gold Quill Awards al mejor proyecto social del planeta (EE. UU.), Gran Premio Arquero de Plata (Rusia), IPRA Awards para la mejor campaña en apoyo de los ODS de la ONU (Reino Unido), Premio Global ICCO en comunicación intercultural (Reino Unido) y otros.
En 2020, la Academia Internacional "Fútbol por la Amistad" para entrenadores recibió los Premios PRNEWS Platinum PR Awards (EE. UU.). En 2021, los programas de YouTube "Stadium is Where I am" y "Good News Show", organizados por niños al comienzo de la pandemia para apoyar a personas de todo el mundo, recibieron el Premio al Mejor Canal de YouTube.